# 法光寺 (荒川区)
法光寺（ほうこうじ）は、東京都荒川区西日暮里三丁目（日暮里富士見坂下）にある法華宗陣門流の寺院。山号は日照山。

## 歴史
慶安3年（1650年）、現在の港区赤坂に開基。開基檀越は、江戸時代初期の安房東条藩主西郷正員。同寺には西郷家代々の墓も現存するが、当主が明治維新後渡米したきり音信不通である。
その後、寺地が御用地となったために新宿区四谷坂町へ移転。さらに明治時代に現在地である日暮里富士見坂下へ移転。この移転は当時の住職が私財を投じたものだった。JR日暮里駅と西日暮里駅の中間に位置する、富士見坂の下にあるため「富士見坂法光寺」もしくは「富士見坂下法光寺」などと通称される。近くには「花見寺」「月見寺」「雪見寺」と呼ばれる寺院があり、法光寺のことを「富士見寺」と呼ぶ人も、少数だが存在する。
2013年には、当寺の赤煉瓦外壁を利用し、富士見坂路上写真展が行われた。

## 少年飛行兵慰霊碑

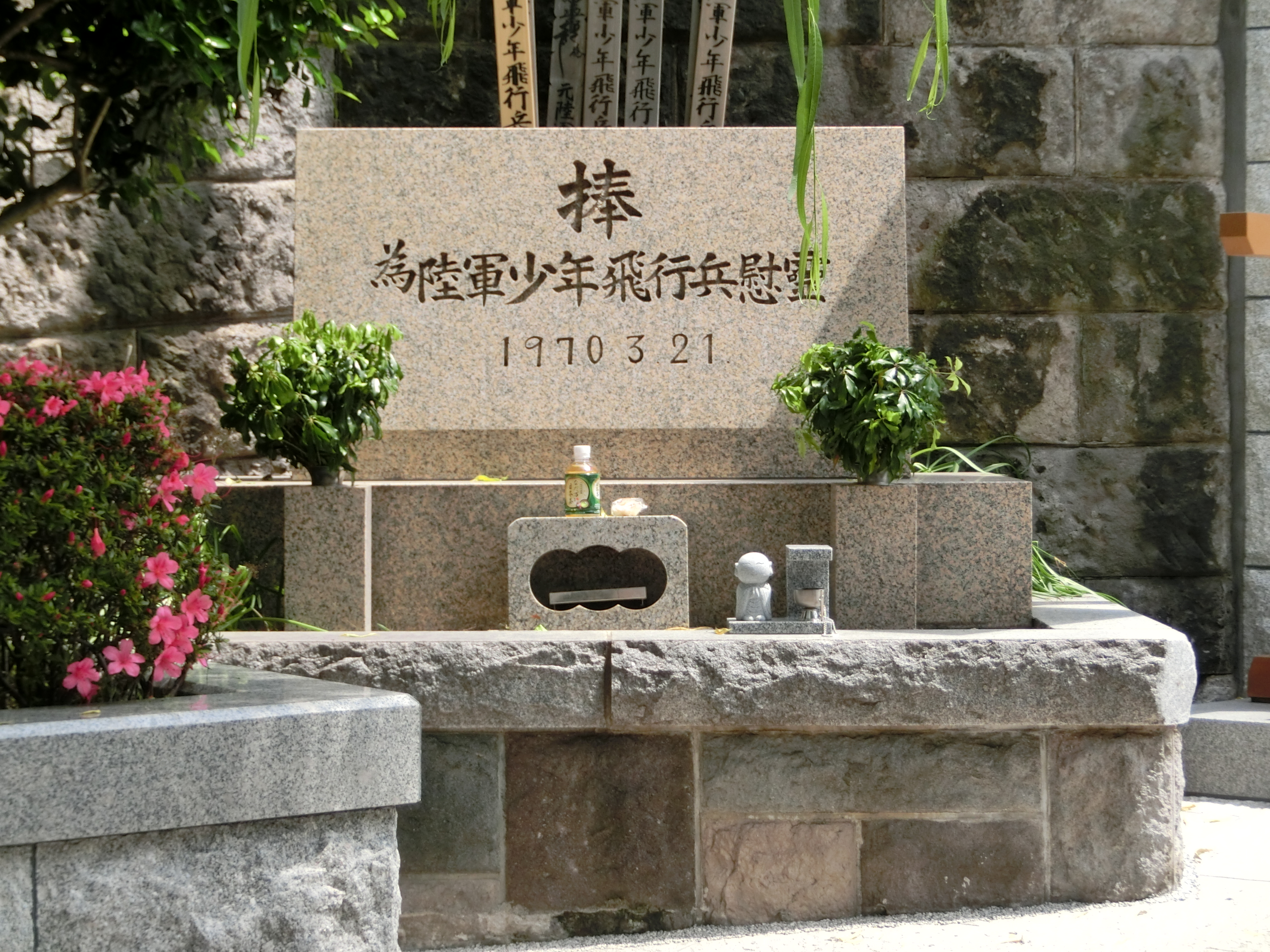
少年飛行兵慰霊碑

門前に第二次世界大戦の少年飛行兵慰霊碑（1970年3月21日建立）がある。
慰霊碑横には「ノモンハン事変以来終戦に至るまで陸軍少年飛行兵として戦野に赴きし者四萬五千にして空陸海に散華せし者数うるに限り無し　依って生存者遺族有志相い集いて慰霊の誠を捧げんとして是を建立す　行き交う人々心あらば一遍の回向を賜らんことを」との記載がある。
この慰霊碑は、後に住職となる、当時の住職の弟子が大津陸軍少年飛行兵学校に教官として従軍し、後に教え子たちが上京して当寺の檀信徒となり、その協力のもと、建立された。

## 所在地
- 東京都荒川区西日暮里3-8-6